# Le Blosne (métro de Rennes)
Pour les articles homonymes, voir Blosne et Quartier Le Blosne.
Le Blosne est une station de la ligne A du métro de Rennes, située dans le quartier Torigné à Rennes dans le département français d'Ille-et-Vilaine en région Bretagne.
Mise en service en 2002, elle a été conçue par l'architecte Isabelle Geslin.
C'est une station, équipée d'ascenseurs, qui est accessible aux personnes à mobilité réduite.

## Situation sur le réseau
Établie en souterrain (tranchée couverte) sous le boulevard de Yougoslavie et à l'extrémité est de la place Jean-Normand, au croisement avec la rue de Roumanie, la station Le Blosne est située sur la ligne A, entre la station Triangle (en direction de Kennedy) et le terminus La Poterie.

## Histoire
La station Le Blosne est mise en service le 15 mars 2002, lors de l'ouverture à l'exploitation de la ligne A. Son nom a pour origine le quartier Le Blosne, dans lequel elle se situe, construit dans les années 1960. 
La construction de la station débute en 1997, le gros œuvre est terminé à l'été 1999 ; le second œuvre (sols, plafonds, garde-corps, portes palières, etc.) débute dans la foulée et s'achève en février 2002 avec les aménagements de surface,.
Elle est réalisée par l'architecte Isabelle Geslin, qui a dessiné une station sur un seul niveau, il n'y a pas de salle des billets, les distributeurs se situant sur les quais. Elle est équipée pour permettre son accessibilité aux personnes à mobilité réduite (PMR).
Elle est la dixième station la plus fréquentée de la ligne A avec un trafic journalier cumulé de près de 9094 montées et descentes en 2009.

## Service des voyageurs

### Accès et accueil
La station est accessible par deux édicules formant des corolles de béton (formant les « pétales ») et de verre, dont l'architecture rappelle celle des immeubles voisins,. Reliant directement la rue aux quais, ils sont composés chacun d'un escalier et d'un ascenseur, mais avec quelques différences :
- Celui desservant le quai direction Kennedy donne dans un petit sas dans l'édicule ;
- Celui desservant le quai direction La Poterie est plus petit et l'escalier ressort directement à l'air libre.

Elle ne dispose d'aucun escalier mécanique et de par sa configuration particulière sans salle des billets, il faut remonter au niveau de la rue pour changer de quai et donc revalider son titre de transport.
La station est équipée de distribteurs automatiques de titres de transport et de portillons d'accès couplés à la validation d'un titre de transport, opérationnels à partir du 1er décembre 2020 concomitamment au nouveau système billettique, afin de limiter la fraude. La décision de modification a été confirmée lors du conseil du 30 avril 2015 de Rennes Métropole.

### Desserte
Le Blosne est desservie par les rames qui circulent quotidiennement sur la ligne A, avec une première desserte à 5 h 18 (7 h 28 les dimanches et fêtes) et la dernière desserte à 0 h 42 (1 h plus tard les nuits des jeudis aux vendredis, vendredis aux samedis et des samedis aux dimanches).

### Intermodalité
Elle est desservie par la ligne de bus 13 et la nuit par la ligne N2.

## À proximité
La station dessert notamment :
- l'un des deux sites du Conservatoire à rayonnement régional de Rennes ;
- l'hôpital Sud du CHU de Rennes, dans le quartier Sainte-Elisabeth ;
- la place Jean-Normand, nommée place de Zagreb jusqu'en 2019, qui va devenir le nouveau cœur du quartier du Blosne[10]. En outre, elle porte le nom d'un ancien président de la SEMTCAR et conseiller général du canton de Rennes-le-Blosne considéré comme un des « pères fondateurs » du métro de Rennes[11].